# 蒙特斯市 (蘇克雷州)

蒙特斯市（西班牙語：Municipio Montes），是委內瑞拉的一個市，位於該國北部蘇克雷州，首府設於庫馬納科阿，面積1,080平方公里，2011年人口53,889，人口密度每平方公里49.9人。